# Voldemārs Veiss

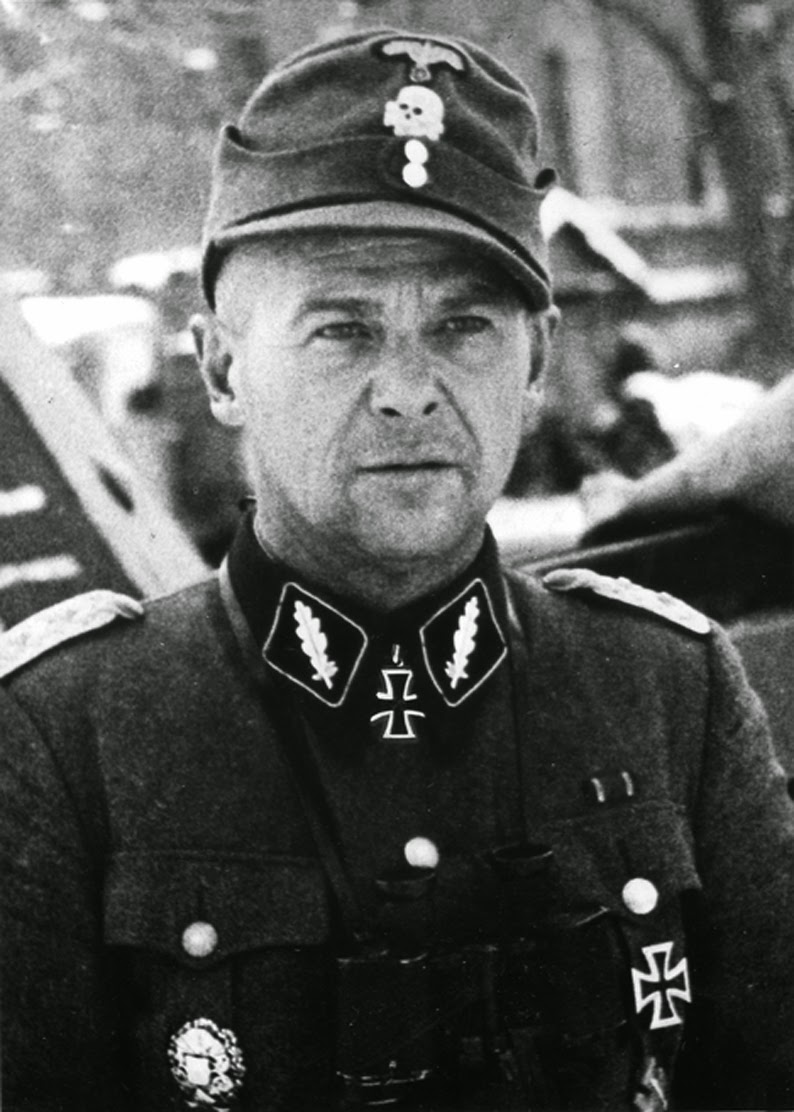
Voldemārs Veiss

Voldemārs Veiss (deutscher Name Waldemar Weiss, * 7. November 1899 in Riga; † 17. April 1944 ebenda) war ein Oberstleutnant der lettischen Armee, Standartenführer in der Waffen-SS und maßgeblicher NS-Kollaborateur im Baltikum.

## Veiss’ Rolle als NS-Kollaborateur
Als die lettische Hauptstadt Riga am 1. Juli 1941 in die Hände der deutschen Wehrmacht fiel, begannen die Besatzer unter SS-Brigadeführer Walter Stahlecker zunächst, lokale Ordnungskräfte aufzubauen. Sie setzten dabei auf lettische Nationalisten wie Voldemārs Veiss. Unmittelbar nach Übernahme des Rigaer Radiosenders am 1. Juli war Veiss’ Stimme zu hören. Er rief zum offenen Kampf gegen den „inneren Feind“ auf, gegen vermeintliche „Verräter“, und meinte damit Juden und „Bolschewiki“. Nach der Ansprache meldeten sich viele Freiwillige und begannen mit den Pogromen im Vorfeld des Ghettobaus in Riga. Zu Veiss' Verbündeten dabei gehörte der Lette Viktors Arājs. Tausende kamen in den folgenden Wochen um.

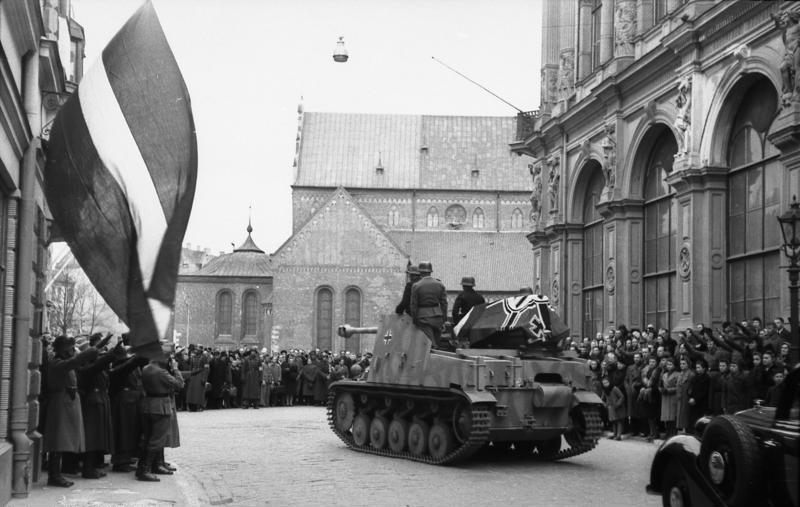
Beisetzungsfeierlichkeiten für Veiss mit Überführung des Sargs vor dem Dom zu Riga, Aufnahme einer Propagandakompanie

Am 20. Juli löste Stahlecker die paramilitärischen Verbände auf, ordnete die Bildung einer Polizeiorganisation an und setzte an deren Spitze Voldemārs Veiss. Ende 1941 wurde unter deutscher Kontrolle eine „lettische Selbstverwaltung“ im Reichskommissariat Ostland gebildet, mit Veiss als Vertreter des „Generaldirektors für Innere Angelegenheiten“. Ab dem Herbst 1941 setzte die Wehrmacht lettische Polizeieinheiten unter Veiss’ Kommando im Rahmen des Russlandfeldzugs an der Front sowie im Kampf gegen die Partisanen und die Zivilbevölkerung ein, beispielsweise bei der Operation Winterzauber. 1943 wurde die sogenannte lettische SS-Legion für den Kriegseinsatz gebildet. Voldemārs Veiss wurde zum 1. April 1943 Kommandeur des „Freiwilligenregiments“ der 2. Lettischen Brigade im Rang eines SS-Obersturmbannführers, zum 1. August 1943 wurde er zum Standartenführer befördert. 1943 und 1944 erhielt Veiss mehrere Tapferkeitsmedaillen, unter anderem als erster Lette das von Adolf Hitler anlässlich des Überfalls auf Polen eigens gestiftete Ritterkreuz des Eisernen Kreuzes.
Am 7. April 1944 wurde er bei Kämpfen am Fluss Welikaja schwer verwundet. Er kam ins SS-Militärhospital nach Riga, wo er wenige Tage später an seinen Verletzungen starb. Er wurde nach einer aufwändig inszenierten Trauerfeier im Dom zu Riga am 21. April 1944 beigesetzt.